# 柔非鯽
柔非鯽，為輻鰭魚綱鱸形目隆頭魚亞目慈鯛科的其中一種，分布於非洲迦納西南部及象牙海岸東南部淡水流域，體長可達12.7公分，棲息在底中層水域，生活習性不明。

## 擴展閱讀
維基物種上的相關：柔非鯽